# Rafael Oviedo y Portal
Antonio Rafael Oviedo y Portal (Oviedo, 1771 - Oviedo, 29 de marzo de 1854) fue  un político asturiano.

## Biografía
Nace en Oviedo, ciudad en la que estudia leyes. Una vez concluidos sus estudios en la Universidad de Oviedo se traslada a Madrid participando activamente en la revuelta del dos de mayo de 1808. Es detenido y condenado a muerte por esta participación. La pena finalmente es conmutada por la confiscación de todos sus bienes. Tras su liberación es exiliado a Londres. En 1813 regresa a Asturias.
En 1835 es nombrado gobernador civil de Salamanca, pero solo ejerce el cargo dos meses regresando a Oviedo para dar clase en su universidad. 
Fue nombrado Jefe Político de la provincia de Zaragoza por Real Decreto de 27 de junio de 1839, ocupando el cargo de 7 de julio de 1839 al 17 de julio de 1840. De su gobierno provincial se recuerda particularmente su apoyo a la creación del Liceo de Zaragoza, en cuya primera junta directiva participó.
Entre 1844 y 1852 es nombrado bibliotecario en la Biblioteca Nacional.
Fallece en su ciudad natal el 29 de marzo de 1854.

## Obras
- Elogio del Conde de Toreno, acordado por la Sociedad Económica.
- Informe sobre las causas de la decadencia de la ganadería Asturiana y medios de mejorarla (1844).
- Memoria sobre el Archivo de la Sociedad Económica de Asturias.
- Discurso pronunciado en la inauguración de la Cátedra de Economía política (1835).